# J. Kevin O'Regan
J. Kevin O'Regan é um psicólogo britânico. Ele é ex-diretor do Laboratoire de Psychologie de la Perception na Université Paris-Descartes, Paris 5. Ele foi o último diretor do Laboratoire de Psychologie Expérimentale (Laboratório de Psicologia Experimental) antes de sua dissolução em 2006.
Depois de estudar física teórica na Universidade de Sussex e na Universidade de Cambridge, O'Regan mudou-se para Paris em 1975 para trabalhar em psicologia experimental no Centre national de la recherche scientifique. Após seu Ph.D. sobre movimentos oculares na leitura, ele mostrou a existência de uma posição ideal para o olho se fixar em imagens e palavras. Seu interesse pelo problema da estabilidade percebida do mundo visual o levou a questionar noções estabelecidas sobre a natureza da percepção visual e a descobrir, com colaboradores, o fenômeno da cegueira à mudança.